# Hedda Berntsen
Hedda Helene Berntsen (ur. 24 kwietnia 1976 w Oslo) – norweska narciarka, uprawiająca narciarstwo alpejskie, dowolne i telemarkowe. Dwukrotna medalistka mistrzostw świata oraz wicemistrzyni olimpijska.

## Kariera
Po raz pierwszy na arenie międzynarodowej pojawiła się 10 grudnia 1994 roku w Bjorli, gdzie w zawodach FIS Race w gigancie została zdyskwalifikowana w pierwszym przejeździe. Nigdy nie wystąpiła na mistrzostwach świata juniorów.
W zawodach Pucharu Świata zadebiutowała 12 lutego 2000 roku w Santa Caterina, zajmując 23. miejsce w slalomie. Tym samym już w swoim debiucie wywalczyła pierwsze pucharowe punkty. Nigdy nie stanęła na podium zawodów PŚ, choć wielokrotnie plasowała się w czołowej dziesiątce; była między innymi czterokrotnie piąta w slalomie. Najlepsze wyniki osiągnęła w sezonie 2000/2001, kiedy zajęła 28. miejsce w klasyfikacji generalnej, a w klasyfikacji slalomu była ósma. Na mistrzostwach świata w St. Anton w 2001 roku wywalczyła brązowy medal w slalomie. W zawodach tych wyprzedziły ją jedynie Szwedka Anja Pärson i Francuzka Christel Pascal. W 2002 roku wystartowała na igrzyskach olimpijskich w Salt Lake City, jednak nie ukończyła rywalizacji w slalomie.
Od sezonu 2006/2007 zaczęła także startować w skicrossie. Największy sukces w tej dyscyplinie odniosła w 2010 roku, kiedy zdobyła srebrny medal podczas igrzysk olimpijskich w Vancouver. Rozdzieliła tam na podium Ashleigh McIvor z Kanady i Francuzkę Marion Josserand. Była też między innymi dziesiąta na mistrzostwach świata w Madonna di Campiglio w 2007 roku. W Pucharze Świata zadebiutowała 2 lutego 2007 roku w Contamines, zajmując dziewiąte miejsce i zdobywając pierwsze pucharowe punkty. Na podium po raz pierwszy stanęła blisko rok później, 12 stycznia 2008 roku w tej samej miejscowości  była druga. Wyprzedziła ją tylko Francuzka Ophélie David, a trzecie miejsce zajęła jej rodaczka, Méryll Boulangeat. Łącznie pięć razy stawała na podium, odnosząc przy tym jedno zwycięstwo: 10 stycznia 2009 była najlepsza w Contamines. Najlepsze wyniki osiągnęła w sezonie 2007/2008, kiedy to zajęła 9. miejsce w klasyfikacji generalnej, a w klasyfikacji skicrossu była czwarta.
Uprawiała też narciarstwo telemarkowe, w którym była mistrzynią świata w 1997 r. Jej siostra Ingrid także uprawiała narciarstwo dowolne.

## Osiągnięcia w narciarstwie dowolnym

### Igrzyska olimpijskie
| Miejsce | Dzień     | Rok  | Miejscowość | Konkurencja | Zwycięzca       |
| ------- | --------- | ---- | ----------- | ----------- | --------------- |
| 2.      | 23 lutego | 2010 | Vancouver   | Skicross    | Ashleigh McIvor |

### Mistrzostwa świata
| Miejsce | Dzień   | Rok  | Miejscowość          | Konkurencja | Zwycięzca     |
| ------- | ------- | ---- | -------------------- | ----------- | ------------- |
| 10.     | 6 marca | 2007 | Madonna di Campiglio | Skicross    | Ophélie David |

### Puchar Świata

#### Miejsca w klasyfikacji generalnej
- sezon 2006/2007: 74.
- sezon 2007/2008: 9.
- sezon 2008/2009: 27.
- sezon 2009/2010: 88.
- sezon 2010/2011: 75.
- sezon 2011/2012: 44.
- sezon 2012/2013: 206.
- sezon 2013/2014: 201.

#### Miejsca na podium
1. Contamines – 12 stycznia 2008 (skicross) – 2. miejsce
2. Sierra Nevada – 22 lutego 2008 (skicross) – 2. miejsce
3. Chiesa in Valmalenco – 16 marca 2008 (skicross) – 2. miejsce
4. Contamines – 10 stycznia 2009 (skicross) – 1. miejsce
5. St. Johann – 7 stycznia 2011 (skicross) – 2. miejsce

## Osiągnięcia w narciarstwie alpejskim

### Igrzyska olimpijskie
| Miejsce | Dzień     | Rok  | Miejscowość    | Konkurencja | Czas biegu | Strata | Zwyciężczyni    |
| ------- | --------- | ---- | -------------- | ----------- | ---------- | ------ | --------------- |
| DNF1    | 20 lutego | 2002 | Salt Lake City | Slalom      | 1:46,10    | –      | Janica Kostelić |

### Mistrzostwa świata
| Miejsce | Dzień     | Rok  | Miejscowość  | Konkurencja | Czas biegu | Strata | Zwyciężczyni    |
| ------- | --------- | ---- | ------------ | ----------- | ---------- | ------ | --------------- |
| 3.      | 7 lutego  | 2001 | St. Anton    | Slalom      | 1:32,95    | +1,04  | Anja Pärson     |
| 34.     | 9 lutego  | 2003 | Sankt Moritz | Zjazd       | 1:34,30    | +3,80  | Mélanie Turgeon |
| 18.     | 10 lutego | 2003 | Sankt Moritz | Kombinacja  | 2:41,63    | +8,30  | Janica Kostelić |
| DNS2    | 13 lutego | 2003 | Sankt Moritz | Gigant      | 2:30,97    | –      | Anja Pärson     |
| DNF2    | 15 lutego | 2003 | Sankt Moritz | Slalom      | 1:39,55    | –      | Janica Kostelić |

#### Miejsca w klasyfikacji generalnej
- sezon 1999/2000: 92.
- sezon 2000/2001: 28.
- sezon 2001/2002: 62.
- sezon 2002/2003: 72.

#### Miejsca na podium
Berntsen nigdy nie stanęła na podium zawodów PŚ w narciarstwie alpejskim.